# Belemniastis whiteleyi
Belemniastis whiteleyi là một loài bướm đêm thuộc phân họ Arctiinae, họ Erebidae.